# Пикнотелия
Пикнотелия (лат. Pycnothelia) — род лихенизированных грибов в семействе Кладониевые.

## Описание
Слоевище горизонтальное с накипной мелко-бугорчатой корочкой и вертикальными подециями. Подеции низкие до 4 сантиметров высотой, у некоторых видов до 2, обычно цилиндрические, без соредиев, филлокладиев и корового слоя, покрыты сердцевинными гифами с клетками фотобионта. Апотеции мелкие, тёмно-коричневые. Споры 2—4-клеточные.

## Виды
Согласно базе данных Catalogue of Life на февраль 2022 года род включает следующие виды:
- Pycnothelia caliginosa D.J. Galloway et P. James, 1987
- Pycnothelia papillaria (Ehrh.)  et L.M. Dufour, 1895 — Пикнотелия сосочковидная